# Paseo de las Acacias
El paseo de las Acacias es una vía pública de la ciudad española de Madrid, situada en el barrio de Acacias, distrito de Arganzuela.

## Descripción
La vía, que discurre desde la ronda de Valencia hasta el puente de Toledo, se abrió a mediados del siglo XIX. El título se debe a la acacia, planta frecuentemente representada en el arte. Aparece descrita en Las calles de Madrid (1889) de Hilario Peñasco de la Puente y Carlos Cambronero con las siguientes palabras:

Acacias (Paseo de las). Se encuentra entre la Ronda de Valencia y el Puente de Toledo. Su apertura tuvo lugar á mediados de este siglo. La rotulación tiene su origen en los árboles que adornan la vía. El nombre Acacia viene de la palabra griega Acanto, que significa espina; pertenece esta familia al grupo de las plantas dicotiledóneas; está compuesta de plantas herbáceas ó frutescentes, propias de los países cálidos: son conocidísimas también por el desempeño que han prestado en la historia de las Bellas Artes; la acacia espinosa fué por los arquitectos de la Edad Media imitada con frecuencia en edificios góticos, como se ve en el de Nuestra Señora de París.
(Peñasco de la Puente y Cambronero, 1889, p. 20)